# Famille von Buttlar
La famille von Buttlar (également Treusch von Buttlar, von Buttler ou von Butler) est une ancienne famille de la noblesse de haute Franconie et Hesse, mais des branches vécurent aussi en Westphalie, Saxe, Prusse, Courlande.

## Origine

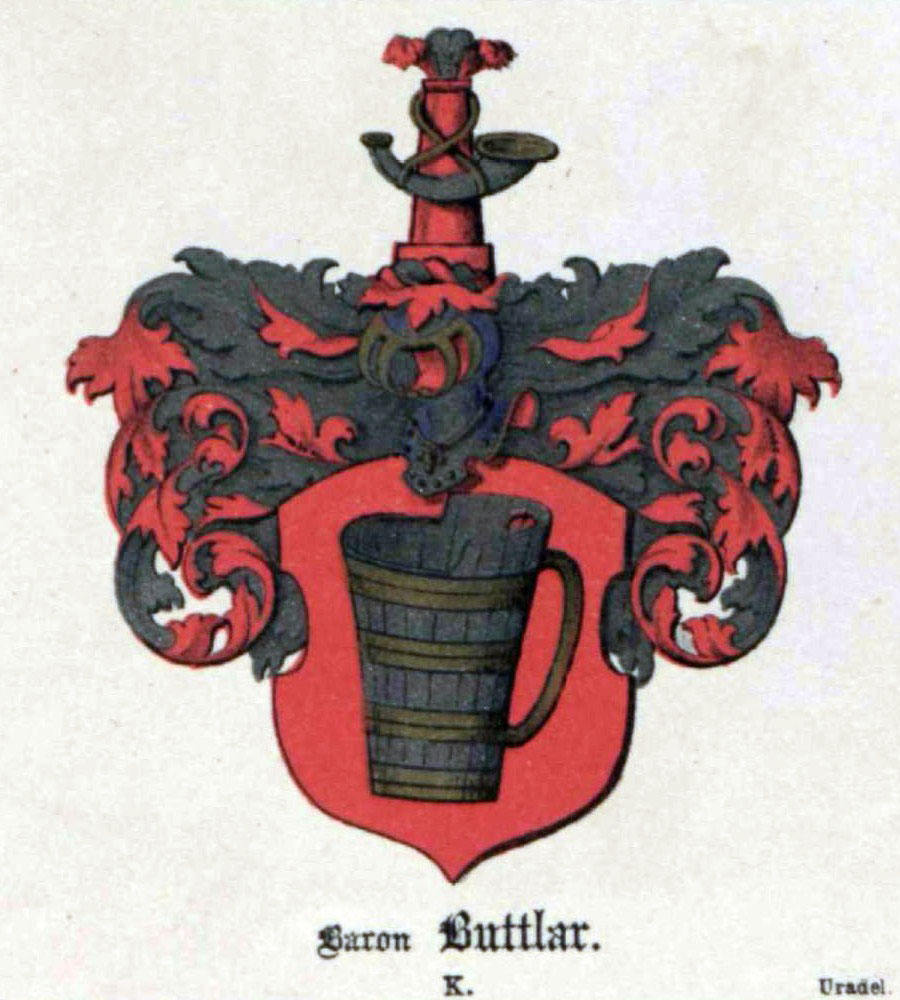
Armes de la famille von Buttlar, ligne Elberberg.

Primitivement, les Buttlar étaient une famille ministérielle servant l’Abbaye de Fulda. La branche aînée donna son nom au village de Buttlar en Thuringe. Le nom des Buttlar apparait pour la première fois en 1170 avec Hartnid von Butelir, en 1233, Johann von Buttlar est maréchal et, en 1246 Hartung von Buttlar est un des fondateurs du cloître de la vallée de Marien. Cyriacus Spangenberg mentionne les chevaliers « Simsons von Buttlar » (en 1234) et « Andreas von Buttlar » (en 1369) dans son répertoire de noblesse. Andreas von Buttlar apparaît en 1370 comme capitaine de Nordhausen.

## Personnalités
- Edgar von Buttlar (1889–1955), général allemand
- Horst Treusch von Buttlar-Brandenfels (de) (1900–1990), général allemand
- Johann Anton Franz von Buttlar (de) (1685–1731), général prussien
- Johann Christoph von Buttlar (de) (mort en 1705), général
- Julius Adolf Friedrich Treusch von Buttlar (de) (1716–1784), général
- Karl Friedrich August Treusch von Buttlar (1790–1856), ministre et général saxon
- Ludwig Treusch von Buttlar-Brandenfels (1804–1872), général prussien
- Ludwig von Buttlar (de) (1850–1928), administrateur de l'arrondissement de Wolfhagen (de)
- Peter von Butler (de) (1913–2010), général
- Ruprecht von Butler (de) (né en 1924), général
- Ruprecht Horst von Butler (de) (né en 1967), général
- Walter Treusch von Buttlar-Brandenfels (1865–1954), général
- Wilhelm Treusch von Buttlar-Brandenfels (de) (1814–1889), général prussien
- Wolfgang Treusch von Buttlar-Brandenfels (1861–1928), général